# George Spencer, 2:e earl Spencer
George John Spencer, 2:e earl Spencer, född 1758, död 1834 på Althorp, var en brittisk bibliofil och politiker, son till John Spencer, 1:e earl Spencer, av samma släkt som hertigarna av Marlborough, och far till John Spencer, 3:e earl Spencer.
Spencer bar åren 1765–1783 titeln viscount Althorp och blev 1780 ledamot av underhuset, där han slöt sig till whigs. Han var december 1794–februari 1801 förste amiralitetslord, just den tid, då brittiska flottan vann sina första glänsande segrar över den franska, och tillhörde 1806–07 som utrikesminister (efter Fox) i Grenvilles talangernas ministär.
Sedermera ägnade han sig mest åt sina boksamlingar på Althorp och i London. Hans bibliotek, ett av de största och värdefullaste privatbiblioteken i Europa, inköptes 1892 av änkefru Enriqueta Augustina Rylands och skänktes till staden Manchester, där det utgör kärnan i John Rylands Library.

## Familj
George Spencer gifte sig 1781 i London med Lady Lavinia Bingham (1762–1831), dotter till Charles Bingham, 1:e earl av Lucan. 

### Barn
- John Charles Spencer, 3:e earl Spencer (1782–1845)
- Sarah Spencer (1787–1870), gift med William Henry Lyttelton, 3:e lord Lyttelton
- Richard Spencer (1789–1791)
- Robert Cavendish Spencer (1791–1830), sjöofficer, ogift, död på Malta
- Georgiana Charlotte Spencer (1794–1823), gift med lord George Quin
- Frederick Spencer, 4:e earl Spencer (1798–1857), viceamiral
- George Spencer (1799–1864), anglikansk och senare katolsk präst